# 凱亞波波國家公園

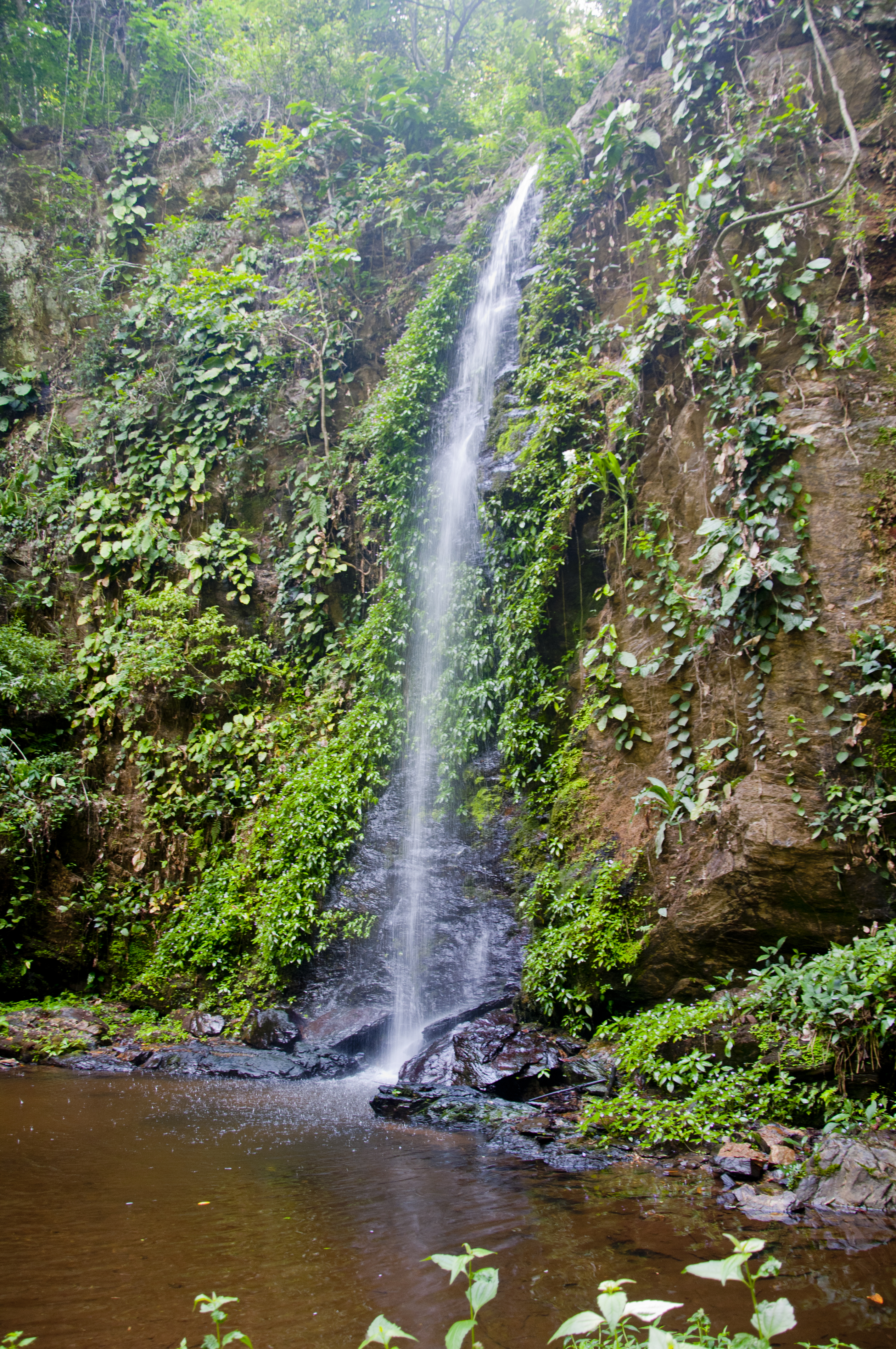
凱亞波波國家公園內的小瀑布

凱亞波波國家公園（英語：Kyabobo National Park）是加納的國家公園，位於該國東部，處於奧蒂大區，毗鄰與多哥接壤的邊境，面積360平方公里，始建於1993年，有非洲草原象、非洲豹、非洲水牛、水羚、麂羚、蹄兔等野生動物棲息。